# Château de l'Étenduère
Le château de l'Étenduère est un château datant de l'Ancien régime situé sur la commune des Herbiers en Vendée (France), dont les vestiges sont visibles au Sud-Ouest de la ville à proximité de la zone de la Buzinière .

## Histoire
La Maison des Herbiers, marquis de l'Estenduère, est une ancienne famille de la noblesse du Poitou et de l'Aunis dont l'origine remonte au XIe siècle. Un des seigneurs les plus illustres est sans doute Henri-François des Herbiers, marquis de l'Estenduère qui était commandant français de la marine pendant la bataille du cap Finisterre en 1747.
Simple hébergement en 1375, puis d’hôtel noble en 1484, le château acquit ses lettres de noblesse en 1622 en étant fortifié avec canonnières, pont-levis et machicoulis.
Incendié pendant les guerres de Vendée, il ne reste que quelques pans très fragilisés qui fait l'objet d'un projet de restauration en 2016 par une association bénévole Passion Patrimoine.
Il est retenu pour bénéficier du loto du patrimoine en mars 2019.